# Magritte/Bester Schnitt
Gewinner und Nominierte des belgischen Filmpreises Magritte in der Kategorie Bester Schnitt (Meilleur montage) seit der ersten Verleihung im Jahr 2011. Ausgezeichnet werden die besten Filmeditoren einheimischer Filmproduktionen des vergangenen Kinojahres.
| Statistik                          | Name              | Anzahl | Jahr                           |
| ---------------------------------- | ----------------- | ------ | ------------------------------ |
| Häufigste Auszeichnungen           | Julie Brenta      | 2      | 2017, 2019                     |
| Häufigste Auszeichnungen           | Damien Keyeux     | 2      | 2015, 2020                     |
| Häufigste Auszeichnungen           | Nicolas Rumpl     | 2      | 2022, 2023                     |
| Häufigste Auszeichnungen           | Sophie Vercruysse | 2      | 2013, 2024                     |
| Häufigste Nominierungen (* = Sieg) | Marie-Hélène Dozo | 5      | 2012, 2014*, 2015, 2020, 2022  |
| Häufigste Nominierungen (* = Sieg) | Damien Keyeux     | 5      | 2011, 2013, 2015*, 2020*, 2025 |
| Häufigste Nominierungen (* = Sieg) | Ewin Ryckaert     | 5      | 2012, 2013, 2014, 2016, 2023   |
| Häufigste Nominierungen ohne Sieg  | Ewin Ryckaert     | 5      | 2012, 2013, 2014, 2016, 2023   |

Die unten aufgeführten Filme werden mit ihrem deutschen Verleihtitel (sofern vorhanden) angegeben. Danach folgt in Klammern und in kursiver Schrift der Originaltitel. Vorn steht der Name des Filmeditors.

## 2010er Jahre
2011
Matyas Veress – Mr. Nobody
- Damien Keyeux – Illegal (Illégal)
- Ludo Troch – Das Konzert (Le Concert)

2012
Alain Dessauvage – Bullhead (Rundskop)
- Marie-Hélène Dozo – Der Junge mit dem Fahrrad (Le Gamin au vélo)
- Ewin Ryckaert – Kleine Riesen (Les Géants)

2013
Sophie Vercruysse – À perdre la raison
- Damien Keyeux – Das Schwein von Gaza (Le Cochon de Gaza)
- Ewin Ryckaert – Hautfarbe: Honig (Couleur de peau: Miel)
- Ludo Troch – 38 témoins

2014
Marie-Hélène Dozo – Kinshasa Kids
- Sandrine Deegen – Vijay und ich – Meine Frau geht fremd mit mir (Vijay and I)
- Ewin Ryckaert – Tango Libre (Tango libre)

2015
Damien Keyeux – La Marche
- Marie-Hélène Dozo – Zwei Tage, eine Nacht (Deux jours, une nuit)
- Ludo Troch – Nicht mein Typ (Pas son genre)

2016
Anne-Laure Guégan – Alleluia – Ein mörderisches Paar (Alleluia)
- Yannick Leroy – Ich bin tot, macht was draus! (Je suis mort mais j’ai des amis)
- Ewin Ryckaert – Alle Katzen sind grau (Tous les chats sont gris)

2017
Julie Brenta – Keeper
- Julie Naas – Wenn ich es oft genug sage, wird es wahr! (Je me tue à le dire)
- Nicolas Rumpl – Parasol – Mallorca im Schatten (Parasol)

2018
Sandrine Deegen – Barfuß in Paris (Paris pieds nus)
- Alain Dessauvage – Racer and the Jailbird (Le Fidèle)
- Jérôme Guiot – Noces
- Ludo Troch – Das ist unser Land! (Chez nous)

2019
Julie Brenta – Unsere Kämpfe (Nos batailles)
- Bernard Beets – Leichen unter brennender Sonne (Laissez bronzer les cadavres)
- Alain Dessauvage – Girl

## 2020er Jahre
2020
Damien Keyeux – Duelles
- Marie-Hélène Dozo – Young Ahmed (Le Jeune Ahmed)
- Julie Naas – Lola und das Meer (Lola vers la mer)

2021
nicht vergeben

2022
Nicolas Rumpl – Un monde
- Marie-Hélène Dozo – Die Ruhelosen (Les Intranquilles)
- Sophie Vercruysse und Raphaël Balboni – Madly in Life (Une vie démente)

2023
Nicolas Rumpl – Zero Fucks Given – Lebe den Tag, liebe das Leben (Rien à foutre)
- Alain Dessauvage – Close
- Ewin Ryckaert – Nobody Has to Know

2024
Sophie Vercruysse und Raphaël Balboni – Le Syndrome des amours passées
- Bertrand Conard – I Have Electric Dreams (Tengo sueños eléctricos)
- Bertrand Conard und Bruno Tracq – Omen (Augure)

2025
Matthieu Jamet-Louis – Night Call – Überlebe die Nacht (La Nuit se traîne)
- Julie Brenta – Une part manquante
- Damien Keyeux – Durch die Nacht (Quitter la nuit)